# Keith Emerson
Keith Noel Emerson (ur. 2 listopada 1944 w Todmorden, zm. 11 marca 2016 w Santa Monica) – brytyjski wirtuoz instrumentów klawiszowych, muzyk rockowy znany z występów w progresywnych grupach The Nice i Emerson, Lake and Palmer, a także z kariery solowej.
Emerson grał w wielu zespołach, zanim pod koniec lat 60. odniósł pierwszy komercyjny sukces z formacją The Nice. Największe triumfy święcił jako współzałożyciel supergrupy Emerson, Lake and Palmer. Trio Emerson, Lake & Palmer odniosło ogromny sukces komercyjny i artystyczny, mimo opinii części krytyków, uznających styl muzyczny grupy za pretensjonalny i pusty. Zespół stał się jednym z najlepiej rozpoznawalnych wykonawców rocka progresywnego tamtej ery.
Po rozpadzie ELP pod koniec lat 70. Emerson odniósł niewielki sukces jako muzyk solowy, a także jako członek zespołu Emerson, Lake & Powell w drugiej połowie lat 80. Krótko po tym Emerson zawiązał krótko istniejącą grupę 3, wydając jeden album To the Power of Three (1988). Na początku lat 90. grupa ELP ponownie się połączyła, wydając album Black Moon (1992). Blisko dziesięć lat później Emerson reaktywował formację The Nice by odbyć trasę koncertową. Ostatni album muzyka, The Three Fates Project, wydany został w 2012.
Według AllMusic, Emerson był „prawdopodobnie największym, najbardziej technicznie zaawansowanym klawiszowcem w historii muzyki rockowej”. Wraz z brytyjskimi muzykami – Rickiem Wrightem (Pink Floyd), Tonym Banksem (Genesis), Billym Ritchiem (Clouds), Rickiem Wakemanem (Yes) i Jonem Lordem (Deep Purple) – Emerson jest uznawany za jednego z najlepszych klawiszowców ery rocka progresywnego.

## Życiorys

### Dzieciństwo i wczesna młodość
Podczas II wojny światowej rodzina Emersona została zmuszona do ewakuacji z południowego wybrzeża Anglii do Todmorden w hrabstwie Yorkshire. Dorastał w Goring-by-Sea w nadmorskim mieście-uzdrowisku Worthing, i uczęszczał do szkoły w Tarring. Jego rodzice, mający zamiłowania muzyczne, wysłali ośmioletniego wówczas Keitha na lekcje gry na pianinie. Jednak nigdy nie otrzymał żadnego formalnego muzycznego wykształcenia. We wspomnieniach opisał swoje nauczycielki jako „miejscowe, drobne, starsze damy”. Jako dziecko uczył się muzyki poważnej, która istotnie wpłynęła na jego styl gry, którą łączył z tematami jazzowymi jak i rock and rollowymi.
Emerson zaczął się fascynować organami Hammonda po tym jak usłyszał organistę jazzowego Jacka McDuffa wykonującego „Rock Candy”, co spowodowało, że stały się jego głównym instrumentem pod koniec lat 60. W wieku 15–16 lat Emerson kupił na raty swoje pierwsze organy Hammonda (model L-100). Po opuszczeniu szkoły pracował w banku Lloyds w dziale prowadzącym rejestry, gdzie w barze w czasie pory lunchu grywał na fortepianie. Poza czasem pracy grał on z kilkoma innymi zespołami. Ekstrawagancja z jaką później był Emerson kojarzony pojawiła się dość przypadkowo, kiedy we Francji podczas występu The V.I.P.s wywiązała się awantura. Kiedy zespół zaczął grać dalej, wytworzył za pomocą organów Hammonda dźwięki podobne do eksplozji i broni maszynowej, co zatrzymało bijatykę. Pozostali członkowie grupy powiedzieli mu, by powtórzył ten motyw podczas następnego koncertu, co też z powodzeniem zrobił.

### The Nice
W 1967 Emerson utworzył zespół The Nice z Lee Jacksonem, Davidem O’Listem i Ianem Hague’m, by akompaniować piosenkarce soulowej P.P. Arnold. Po tym jak Hague’a zastąpił Brian Davison, grupa wyodrębniła się, szybko zdobywając wierną widownię podczas koncertów. Muzyka grana przez członków formacji – mieszanina muzyki poważnej, jazzu, folku i rocka – była skupiona wokół charyzmy Emersona, jego organów Hammonda oraz agresywnej gry na tym instrumencie, a także radykalnych aranżacji tematów muzyki poważnej i piosenek Boba Dylana, określanych mianem „rocka symfonicznego”.

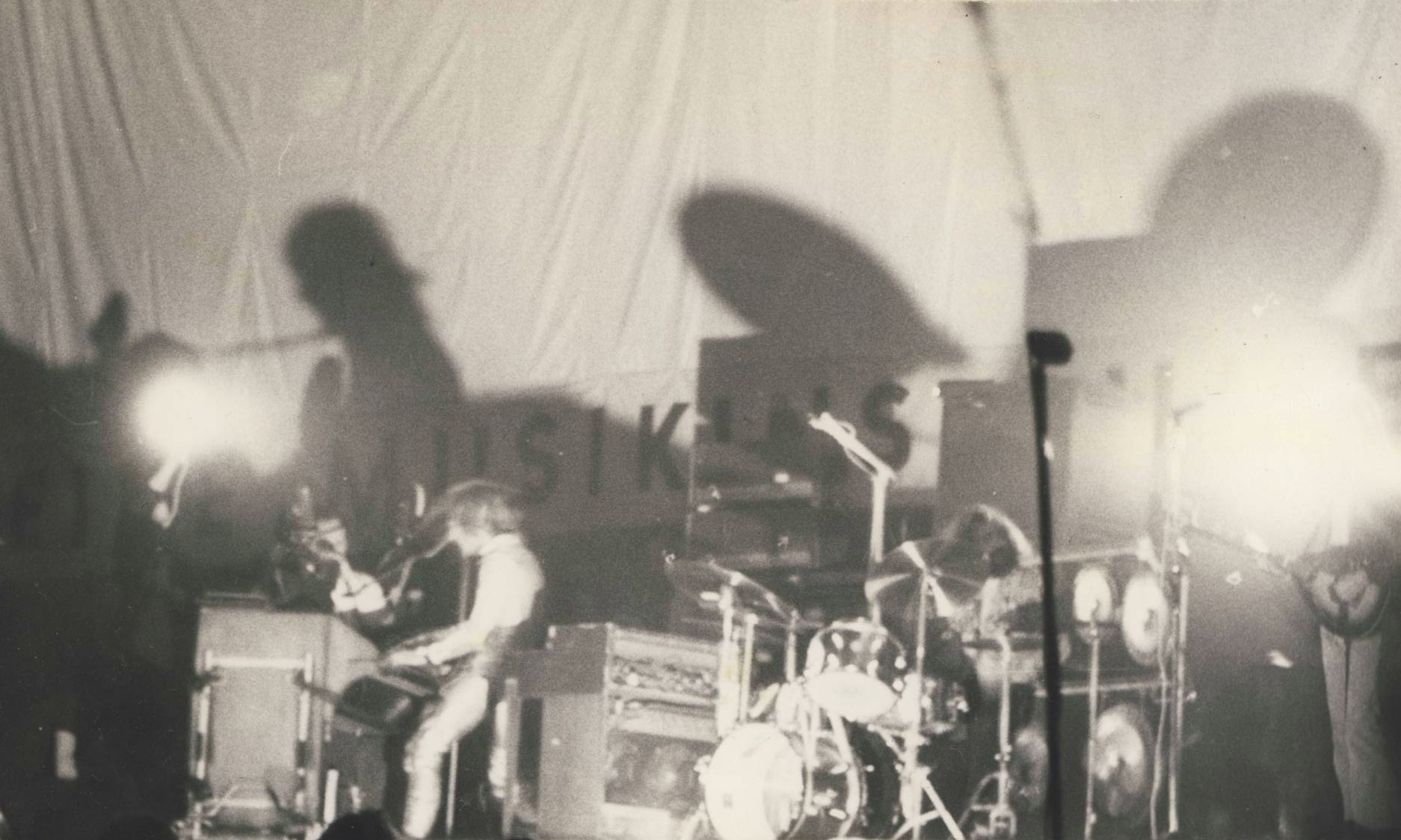
Koncert The Nice w Ernst-Merck-Halle w Hamburgu (1970)

By wzmocnić wizualne zainteresowanie publiczności podczas przedstawień, Emerson zaczął „znęcać się” nad swoimi organami Hammonda L-100 poprzez m.in. uderzenia, smaganie biczem, przewracanie, ujeżdżanie na scenie jak konia, a także granie będąc pod instrumentem w odwróconej pozycji i wciskając noże w klawiaturę. Niektóre z tych działań wytwarzały przy okazji efekty dźwiękowe: uderzanie organów powodowało, że wydawały one dźwięki zbliżone do eksplozji, przez przewracanie pojawiało się sprzężenie, a noże blokowały klawisze, co przedłużało dźwięki. Występy Emersona z grupą The Nice były określane jako mające znaczący wpływ na muzyków heavymetalowych. The Nice było zespołem, dzięki któremu Emerson zdobył rozgłos.
W 1969 brał udział w tzw. „supersesji”, podczas której nagrano album Music from Free Creek (1973). W sesjach brał udział m.in. Eric Clapton i Jeff Beck. Emerson nagrywał w ramach projektu z perkusistą Mitchem Mitchellem i basistą Chuckiem Raineyem m.in. instrumentalny „Freedom Jazz Dance” Eddiego Harrisa).
W czasach gry w The Nice, Emerson po raz pierwszy usłyszał syntezator Mooga, kiedy właściciel sklepu z płytami winylowymi odtworzył mu album Switched-On Bach (1968). Emerson powiedział wówczas: „Mój Boże, to niesamowite, na czym to jest grane?”, a właściciel pokazał mu wtedy okładkę płyty. Na co Emerson: „Co to takiego?”, odpowiedź brzmiała: „To syntezator Mooga”. Muzyk powiedział później, że jego pierwszym wrażeniem było to, że instrument brzmiał trochę jak elektroniczna muzyka skifflowa. Na koncert The Nice w londyńskim Royal Festival Hall, z udziałem Royal Philharmonic Orchestra, Emerson pożyczył od Mike’a Vickersa syntezator Mooga. Vickers pomógł odpowiednio zaprogramować instrument, a występ okazał się sukcesem. Motyw z „Also sprach Zarathustra” (z wydanego wtedy filmu 2001: Odyseja kosmiczna), który zagrał Emerson był długo oklaskiwanym fragmentem przedstawienia. Emerson mówił później: „Uważałem to za coś wielkiego. Musiałem mieć jeden z nich”.

### Emerson, Lake & Palmer

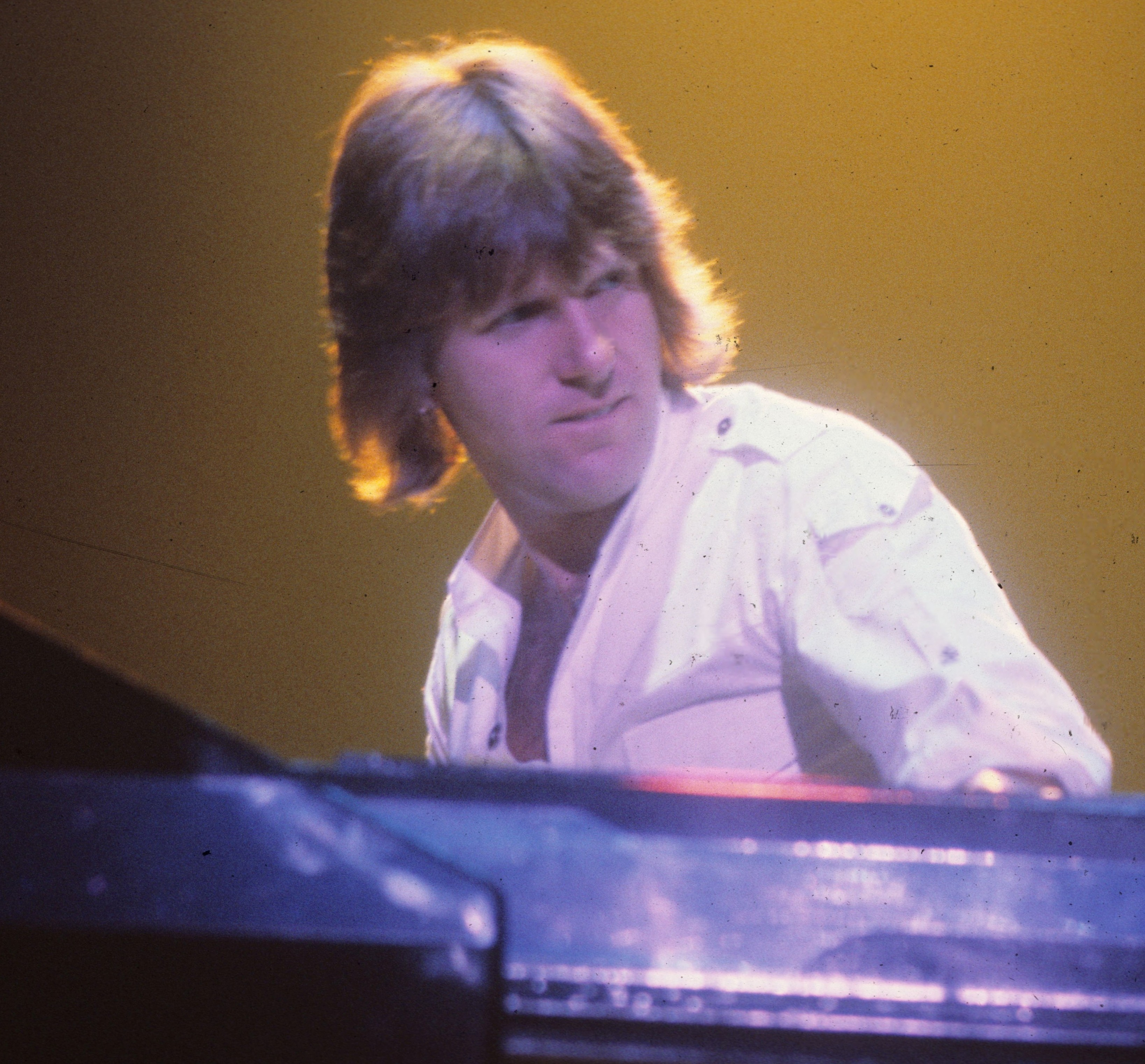
Emerson występujący z zespołem Emerson, Lake and Palmer (1977)

W 1970 Emerson opuścił grupę The Nice i utworzył z wokalistą, basistą i gitarzystą Gregiem Lakiem (King Crimson) i perkusistą Carlem Palmerem (Atomic Rooster, The Crazy World of Arthur Brown), zespół Emerson, Lake & Palmer (ELP). W ciągu kilku miesięcy formacja zagrała pierwsze koncerty i podpisała przed wydaniem pierwszego albumu umowę z Atlantic Records. Zespół ELP stał się popularny natychmiast po ich występie podczas Isle of Wight Festival, kontynuując regularne koncertowanie w latach 70. Jednak nie wszyscy byli zachwyceni nowym zespołem – DJ John Peel(BBC Radio 1) opisał ich występ podczas Festiwalu na wyspie Wight słowami „strata talentu i energii elektrycznej”. Ich występ przed półmilionową publicznością obejmował „niszczenie instrumentów (organów Hammonda) jako klasyczno-rockowe bombardowanie”, oraz strzelanie z armat ze sceny  Wspominając występ w wywiadzie z 2002, Emerson stwierdził: „Wypróbowaliśmy armaty na polu nieopodal lotniska Heathrow”. „Wyglądały wystarczająco niegroźnie. Dziś zostalibyśmy aresztowani za terroryzm”.

#### Użycie syntezatorów przez ELP
Kiedy zespół Emerson, Lake & Palmer podpisał umowę z wytwórnią Atlantic, klawiszowiec mógł kupić własny syntezator modularny Mooga. Powiedział on później: „Kosztował on mnóstwo pieniędzy, a kiedy przyjechał, podniecony wyciągnąłem go z pudełka i położyłem na stole, myśląc: «No! No! To jest świetne!; syntezator Mooga [pauza] Jak mam to włączyć?» … Tam było pełno kabli i innych różnych rzeczy, a instrukcji manualnej wcale nie było”. Program, który ustawił Mike Vickers, pozwolił na stworzenie sześciu charakterystycznych dźwięków Mooga, które stały się fundamentem muzyki grupy ELP.
Podczas gdy inni wykonawcy, tacy jak Beatlesi i Rolling Stonesi używali modularnego Mooga podczas nagrań studyjnych, Emerson był pierwszym artystą, który postanowił koncertować z tym instrumentem. Korzystanie z Mooga przez Emersona było na tyle decydujące dla rozwoju nowych modeli instrumentu, że dostarczono mu prototypy m.in. Constellation, który wypróbował na jednej z tras koncertowych, a także Apollo, który debiutował w „Jerusalem”, pierwszym utworze na albumie Brain Salad Surgery (1973). Moog był kapryśnym urządzeniem – przy zmianie temperatury oscylatory się rozstrajały. Emerson powiedział później: „Miałem Rocky’ego, swojego wiernego roadie, który zaraz przed przybyciem publiczności stroił instrument do A 440, ale kiedy ludzie zjawili się w audytorium, temperatura się podniosła tak, że wszystko się rozstrajało”.
Jego chęć do eksperymentowania z Moogiem skutkowała nieoczekiwanymi rezultatami, m.in. wtedy gdy stworzył własne brzmienie w opracowaniu kompozycji „Hoedown” Aarona Coplanda, które okazało się jednym z najpopularniejszych utworów wykonywanych przez ELP. Emerson powiedział później: „Rozpoczęliśmy pracę nad tą aranżacją i wtedy uderzyłem, nie wiem co, przełączyłem niebieski przycisk i umieściłem tam przewód, tak czy inaczej «ju-hu»”.
Urządzenie nazwane „Monster Moog”, zbudowane było z wielu modułów, ważyło 550 lb (249,48 kg), o wysokości 10 ft (3,05 m), a jego przeniesienie wymagało udziału czterech pracowników technicznych. Nawet biorąc pod uwagę jego nieprzewidywalność, stało się niezastąpioną częścią koncertów, nie tylko ELP, ale także samego Emersona.
Kiedy nastąpił rozwój technologii syntezatorów, Emerson nadal korzystał z innych instrumentów zrobionych przez Mooga oraz innych producentów, m.in. Minimoog, Yamaha GX-1 użyty na albumie Works Volume 1, a także kilka modeli marki Korg.

#### Adaptacje muzyki poważnej
Emerson wykonywał kilka ważnych rockowych adaptacji kompozycji muzyki poważnej, począwszy od Bacha przez Musorgskiego po kompozytorów XX w. takich, jak: Béla Bartók, Aaron Copland, Leoš Janáček i Alberto Ginastera. Niekiedy Emerson wzorował swoje kompozycje na pracach muzyki poważnej i jazzu bez uznawania czyjegoś współautorstwa, szczególnie na początku swojej kariery, od końca lat 60. do 1972. Utwór „Rondo” wykonywany przez The Nice (później również przez ELP) jest interpretacją 4/4 kompozycji „Blue Rondo à la Turk” (metrum 9/8) Dave’a Brubecka. Utwór jest poprzedzony długim fragmentem z trzeciej części Koncertu włoskiego Bacha.
Na pierwszym eponimicznym albumie grupy, zapożyczenia z muzyki klasycznej Emersona zwykle nie były odnotowane. Przed 1971 i wydaniem albumów Pictures at an Exhibition i Trilogy Emerson zaczął w pełni podawać nazwiska autorów, Musorgskiego dla kompozycji na fortepian, która była inspiracją do powstania pierwszego koncertowego albumu, Pictures at an Exhibition i Coplanda dla „Hoedown” z albumu Trilogy. Emerson stwierdził w jednym z wywiadów, że oparł swoją wersję Obrazków z wystawy bardziej na oryginalnej kompozycji na fortepian Musorgskiego, aniżeli na późniejszej orkiestracji Maurice’a Ravela.

#### Występy

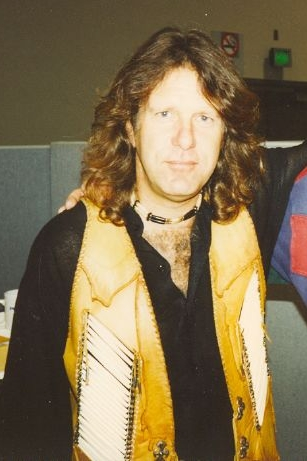
Emerson w połowie lat 80.

Oprócz technicznej wirtuozerii, Emerson stał się rozpoznawalny dzięki występom o wysokim poziomie teatralności. Powiedział niegdyś, że gitarzysta Jimi Hendrix i angielski organista Don Shinn byli dla niego główną inspiracją podczas występów. Podczas swoich solówek używał noży do blokowania klawiszy w organach Hammonda, grając na nich do góry nogami, podczas gdy instrument na nim leżał, a także grając stojąc za organami w odwrotnej pozycji. Jeden ze swoich noży, autentyczny nazistowski sztylet, podarował mu Lemmy Kilmister, który wcześniej był pracownikiem technicznym podczas tras zespołu The Nice.
Z czasem Emerson stonował swoje ekscesy na scenie, a zespół ELP skupił się bardziej na spektakularnych rekwizytach scenicznych. Na przykład podczas trasy Brain Salad Surgery na zakończenie występów sekwencer w syntezatorze Moog Modular Emersona był ustawiony na zwiększające się tempo, a syntezator obracał się w kierunku publiczności, przy jednoczesnym emitowaniu dymu i rozpościeraniu się zza instrumentu wielkich srebrnych skrzydeł nietoperza. Jednym z pamiętnych wyczynów podczas przedstawień koncertowych Emersona z formacją ELP była gra na fortepianie, gdy instrument, wraz z siedzącym przy nim Emersonem był zawieszony w powietrzu na wysokości 4,5–6 m, i obracał się w pionie. Był to zabieg wyłącznie wizualny; według Grega Lake’a, fortepian był sztuczny i nie miał w środku mechanizmu. W 2014 roku w wywiadzie udzielonym dziennikarzowi Rayowi Shasho z czasopisma „Classic Rock Music”, Emerson zapytany o pochodzenie „latającego fortepianu” i o trudność grania podczas obrotu w powietrzu. Tłumaczył on to tak:

Myślę, że posiadanie licencji pilota trochę pomogło. Jeden z moich ludzi z obsługi technicznej powiedział, że znaleźliśmy tego faceta, który pracował w cyrku i robi wiele rzeczy dla telewizji, i efekty specjalne, a także zrobił on coś co mogłoby Cię zainteresować, to jest obracający się fortepian, a ja natychmiast odpowiedziałem, o, to brzmi interesująco. Tak się zdarzyło, że byłem w okolicy Nowego Jorku, i zostałem zawieziony na Long Island do faceta o nazwisku Bob McCarthy, a tam w tle miał on umieszczony ten fortepian. Więc zawołał z góry swoją żonę i powiedział, kochanie mogłabyś zademonstrować to dla Keitha? Popatrzyłem, nie będąc zbyt pewnym czego oczekiwać. Jego żona zeszła na dół i usiadła na siedzeniu, wzniosła się w powietrze i następnie zaczęła się obracać. Pomyślałem, to świetne! Wtedy Bob zapytał mnie, chciałbyś to wypróbować? … Tak, w porządku. (…) Niełatwo było na początku grać, z powodu siły odśrodkowej. Myślę, że właściwie użyliśmy tego po raz pierwszy w Madison Square Garden, był to bożonarodzeniowy koncert. Publiczność była tak zdumiona, że nie mogli uwierzyć co wówczas widzą. Później, w nadchodzącym roku nadszedł festiwal California Jam i powiedziałem, że musimy tam to zrobić. Bob przywiózł całe ustrojstwo na California Jam, a miejsca na rozłożenie tego było niewiele. Na scenie było mnóstwo zespołów, wszyscy przygotowywali swoje ustawienia, by później znosić swoje sprzęty. Teraz, z moogiem, Hammondami, gongami Carla i wszystkim, było to wystarczająco trudne by tylko zdjąć to ze sceny. Mieliśmy obracający się fortepian oraz wszystko co szło razem z tym, i próbowaliśmy znaleźć miejsce by to umiejscowić. Skończyło się na tym, że przemieszczało się to nad krańcem sceny, zatem kiedy fortepian był w górze, był on dosłownie nad głowami publiczności. Po każdym programie w telewizji otrzymywałem pytanie… Keith, jak ty się obracasz z tym fortepianem? Powiedziałbym, a co z moją muzyką? Kiedy miałem zaszczyt spotkać się z wielkim pianistą jazzowym Dave’em Brubeckiem, zaraz przed jego śmiercią, powiedział: «Keith, musisz mi powiedzieć jak ty obracasz się z tym fortepianem?» Dave Brubeck miał wtedy 90 lat, a ja odpowiedziałem: «Dave, nie próbuj tego!»

Lake dodał w wywiadzie, że ten efekt nie był powtarzany zbyt długo kiedy grupa koncertowała, z powodu ciągłych urazów doznawanych przez Emersona, m.in. wiele obrażeń palców i złamany nos. Emerson chciał użyć obracającego się fortepianu ponownie podczas koncertu reaktywowanego zespołu ELP w 2010 roku na festiwalu High Voltage w Londynie, ale realizacja planu nie doszła do skutku, ponieważ przedstawiciele miejscowych władz stwierdzili, że nie spełni to norm dotyczących zdrowia i bezpieczeństwa.

### Lata 90. i później
W 1990 Emerson koncertował z zespołem The Best, istniejącą blisko pięć lat supergrupą, w której grali John Entwistle, Joe Walsh, Jeff „Skunk” Baxter i Simon Phillips.
W 2002 roku Emerson reaktywował grupę The Nice w klasycznym składzie, która towarzyszyła jego Keith Emerson Band (Dave Kilminster – gitara, Pete Riley – perkusja, Phil Williams – bas) podczas tras.
W 2004 Emerson opublikował autobiografię zatytułowaną Pictures of an Exhibitionist. W książce znalazły się informacje o jego całej karierze, ale autor skupił się głównie na pierwszych dniach w zespole The Nice. Emerson wspomniał w publikacji także o operacji przeszczepu żyły, jaką przeszedł w 1993, która niemal nie doprowadziła do końca jego kariery.
Emerson był główną gwiazdą pierwszego i trzeciego Moogfestu, festiwalu organizowanego na cześć Roberta Mooga. Oba występy odbyły się na scenie muzycznej B.B. King Blues Club & Grill na Times Square w Nowym Jorku w latach 2004 i 2006.
W 2007 Emerson rozpoczął pracę z kanadyjskim filmowcem kina niezależnego Jasonem Woodforde’em, który miał zrealizować film dokumentalny oparty na autobiografii Emersona, Pictures of an Exhibitionist Według strony internetowej firmy zajmującej się karierą Emersona, jeszcze w marcu 2016 roku, produkcja była w toku, a filmowcy byli w trakcie szukania pieniędzy by zakończyć realizację filmu.
W grudniu 2007 Emerson otwierał swoim występem Ahmet Ertegün Tribute Concert w londyńskiej The O2 Arena, podczas którego głównym wykonawcą był reaktywowany jednorazowo zespół Led Zeppelin. Muzyk wystąpił wówczas z Chrisem Squire i Alanem White’em (Yes) oraz Simonem Kirkiem (Bad Company/Free). Supergrupa zagrała nową aranżację utworu „Fanfare for the Common Man”.
Po wydanym w sierpniu 2008 albumie Keith Emerson Band Featuring Marc Bonilla, od sierpnia do października 2008 Emerson koncertował ze swoim zespołem w Rosji, w krajach bałtyckich, w Bułgarii oraz w Japonii. W gronie muzyków występujących z klawiszowcem byli Marc Bonilla, Travis Davis i Tony Pia.
W 2009 Emerson wystąpił gościnnie na albumie Back from the Dead zespołu Spinal Tap. Z kolei w czerwcu 2009 muzyk zagrał kilka piosenek w hali Wembley Arena podczas trasy One Night Only World Tour grupy Spinal Tap.

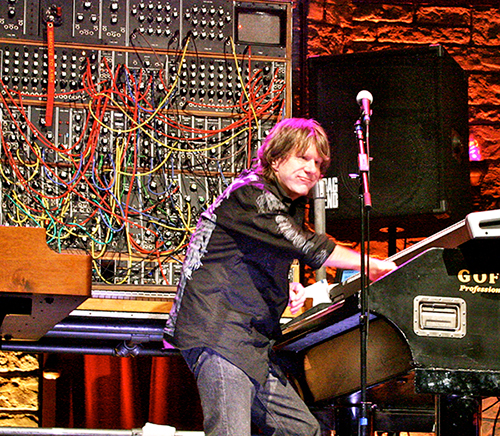
Emerson z syntezatorem „Monster Moog” (maj 2010)

Wiosną 2010 Emerson odbył z Gregiem Lakiem trasę koncertową po Stanach Zjednoczonych. Zrealizowali oni w duecie serię przedstawień „Intimate Evening”, podczas której wykonali na nowo zaaranżowaną muzykę z repertuaru Emerson, Lake & Palmer, The Nice oraz King Crimson, a także zagrali nowe kompozycje Emersona 25 lipca 2010 jednorazowo reaktywowane trio Emerson, Lake & Palmer zagrało koncert, który upamiętniał 40-lecie powstania zespołu. Ich występ zamykał jako główny wykonawca High Voltage Festival, który odbył się w londyńskim Victoria Park. W tym samym roku Tokyo Philharmonic Orchestra wykonała premierowy występ utworu „Tarkus”, którego aranżację zrealizował japoński kompozytor Takashi Yoshimatsu.
We wrześniu 2011 Emerson rozpoczął pracę z dyrygentem Terje Mikkelsenem, współpracując także z Keith Emerson Band z Markiem Bonillą i Monachijską Orkiestrą Radiową nad nowymi orkiestralnymi interpretacjami klasyków ELP i ich nowych kompozycji. Projekt „The Three Fates” miał swoją premierę w Norwegii na początku września 2012, który kierowany był przez norweskiego profesora i muzyka Bjørna Olego Rascha (dla norweskiej wytwórni Simax). Dzieło miało swoją brytyjską premierę 10 lipca 2015 w londyńskim Barbican Centre, z udziałem BBC Concert Orchestra, co było częścią uczczenia życia i pracy dla Roberta Mooga (w ramach uczczenia 10. rocznicy śmierci konstruktora).
We wrześniu 2013 miał miejsce dyrygencki debiut Emersona z udziałem Orchestra Kentucky z Bowling Green. W październiku 2014 Emerson dyrygował South Shore Symphony podczas koncertu w ramach obchodów 70. rocznicy urodzin muzyka, który odbył się w Molloy College w Rockville Centre (stan Nowy Jork). Podczas koncertu wystąpił także Jeffrey Biegel, który zagrał „Piano Concerto No. 1” Emersona

## Instrumentarium
Emerson w trakcie kariery używał szerokiego wachlarza elektronicznych instrumentów klawiszowych, m.in. kilka organów Hammonda oraz syntezatorów firm Moog Music, Yamaha i Korg, oraz akustycznego fortepianu. Od czasu do czasu korzystał on także z innych instrumentów, takich jak organy piszczałkowe, klawinet, a także, bardzo krótko, z melotronu.

### Organy Hammonda
Początkowo grając jako pianista, Emerson nabył swoje pierwsze organy Hammonda, model L-100, po usłyszeniu organisty jazzowego Jacka McDuffa, a także będąc sfrustrowanym psującymi się młoteczkami w fortepianach. Około 1968, kiedy grał w zespole The Nice, dodał on do zestawu drugie organy Hammonda, droższy model C-3. Umieszczał on bokiem do publiczności dwie pary organów, stojąc niezasłonięty, pomiędzy dwoma instrumentami. Emerson grał jednocześnie na obu instrumentach będąc skierowanym w stronę publiczności. Emerson preferował dźwięk modelu C-3, który uważał za „znacznie lepszy” od tańszego L-100, którym „rzucał wokół, powodując jego sprzężenie”. Emerson powodował sprzężenie organów L-100 umieszczając je na scenie blisko mikrofonów i używając overdrive’u. Koncertując z ELP, kontynuował występy grając do pewnego stopnia agresywnie na L-100.
W czasie trwania kariery, Emerson zakupił wiele modeli L-100, będących w różnym stanie, które miały pomóc mu podczas swoich występów. Organy były także specjalnie wzmocnione i zmodyfikowane, by uwydatnić wydawany dźwięk i zapobiec zniszczeniom podczas tras, a ich waga miała wynosić od 135 do 159 kg (300–350 funtów). Dla kontrastu, jego organy C-3 nie były używane do wyczynów, a Emerson korzystał ze swoich oryginalnych C-3 przez wiele lat, grając na nich podczas wszystkich tras ELP w latach 70. Muzyk był właścicielem także kilku innych modeli organów Hammonda oprócz L-100 i C-3. W połowie lat 90., kiedy Emerson sprzedał znaczną część swojego sprzętu, organy Hammonda były wśród przedmiotów które zatrzymał, ponieważ uważał je za „zbyt osobiste by się ich pozbyć”. Pozostałości jednego z egzemplarzy modelu L-100, który w latach 90. zepsuł się i spłonął podczas koncertu ELP w Bostonie, zostały ofiarowane muzeum Rock and Roll Hall of Fame.

### Syntezatory Mooga

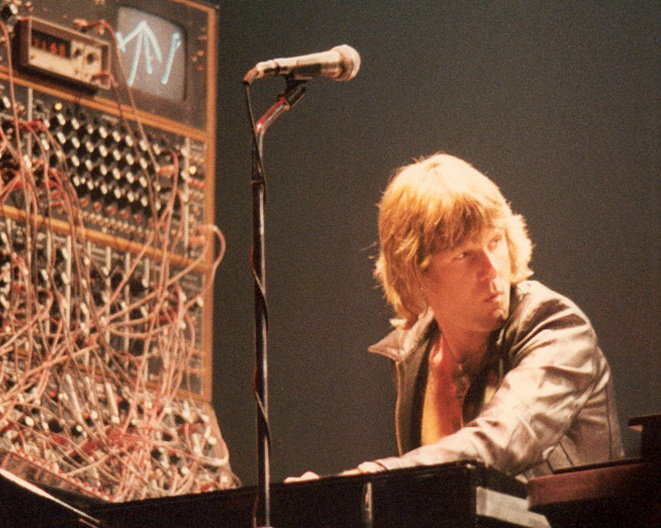
Emerson z syntezatorem Mooga (ok. 1977)

Grając z grupą ELP, Emerson dodał syntezator Mooga umieszczając go za organami C-3 z keyboardem i kontrolerem wstęgowym ustawionym na szczycie organów. Kontroler wstęgowy pozwalał Emersonowi na urozmaicenie tonów, poziomu głośności lub brzmienia barw wydobywanych z Mooga, poprzez przesuwanie palców w górę i w dół podłużnego panela urządzenia, czułego na dotyk. Kontroler używany był przez Emersona jako symbol falliczny, który szybko stał się stałym elementem przedstawień scenicznych. Dzielił on zestaw keyboardów na dwa bloki, dzięki czemu, będąc widocznym, mógł na nich grać, stojąc między nimi. Kiedy pojawił się na rynku Minimoog, był umieszczany tam gdzie był potrzebny, np. na fortepianie. Także klawinet Hohnera był częścią zestawu instrumentalnego muzyka, ale według Emersona, używany był zazwyczaj tylko w jednym utworze „Nut Rocker”.
W trakcie trasy koncertowej Brain Salad Surgery w 1974 w skład instrumentarium Emersona wchodziły organy Hammonda C-3, które działały za pośrednictwem wielu głośników Leslie, napędzanych wzmacniaczami gitarowymi HiWatt, syntezator modularny Moog 3C (zmodyfikowany przez dodanie różnych modułów i oscyloskopu) wraz z kontrolerem wstęgowym, koncertowy fortepian Steinway i umieszczony na nim syntezator Minimoog, akustyczno-elektryczne pianino, używane do uzyskania dźwięków rozstrojonego instrumentu, klawinet Hohner i kolejny syntezator Minimooga. Emerson używał także prototypowego syntezatora polifonicznego produkcji Moog, który był testowym polem dla polifonicznego syntezatora Mooga, Polymooga. Oryginalny zestaw syntezatorów, jaki był założeniem Mooga, nazywany był Constellation, a składał się z trzech instrumentów – polifonicznego syntezatora Apollo, głównego syntezatora monofonicznego o nazwie Lyra i basowego syntezatora podłogowego Taurus, jednak Emerson nigdy Taurusa nie użył.

### Organy piszczałkowe
Emerson sporadycznie grał na organach piszczałkowych, kiedy istniała taka możliwość, zarówno podczas występów na żywo, jak i na nagraniach. Organy piszczałkowe użyte przez Emersona, m.in.:
- Royal Albert Hall Organ – Emerson zagrał na nich w 1968 podczas jednego z ostatnich występów zespołu The Nice, kiedy członkowie grupy wzbudzili kontrowersje paląc na scenie flagę Stanów Zjednoczonych w ramach protestu przeciwko wojnie wietnamskiej[85].
- organy w Royal Festival Hall – użyte do nagrania „Clotho”, pierwszej części utworu „The Three Fates”, który otwierał drugą stronę debiutanckiego albumu eponimicznego (1970) zespołu Emerson, Lake & Palmer[86]. W 2002 Emerson zagrał ponownie na tych organach, otwierając koncert reaktywowanej grupy The Nice, jednak według recenzenta, instrument nie był w stanie działać na spodziewanym poziomie głośności[58].
- organy w Newcastle City Hall wykorzystane zostały podczas sekcji wstępnej Pictures at an Exhibition, materiał nagrano na żywo 26 marca 1971[87].
- organy w londyńskim St. Mark’s Church – użyte zostały w utworze „The Only Way (Hymn)”, który znalazł się na albumie grupy ELP, Tarkus (1971)[88].

### Syntezator Yamaha GX-1
Po tym jak pod koniec lat 70. Robert Moog opuścił Moog Music, Emerson zaczął rozważać korzystanie z syntezatorów wyprodukowanych przez inne przedsiębiorstwa. Muzyk stał się jednym z kilku nabywców polifonicznego syntezatora Yamaha GX-1, który miał kosztować prawie 50 000 funtów (lub dolarów). GX-1 był użyty później na albumie formacji ELP, Works Volume 1, szczególnie w piosence „Fanfare for the Common Man”, a także podczas trasy koncertowej. Instrument zarejestrowany został na taśmie wideo Works Orchestral Tour zespołu ELP oraz na promocyjnych zdjęciach i filmach z 1977 roku, gdzie, w trakcie śnieżycy, grupa grała na Stadionie Olimpijskim w Montrealu utwór „Fanfare…”. W 1987 Emerson odkupił od Johna Paula Jonesa (Led Zeppelin) drugi GX-1, wykorzystując z niego części, by naprawić swój oryginalny GX-1, który został zniszczony przez ciągnik; pojazd wjechał do studia Emersona, które mieściło się w stodole.
Większość instrumentarium Emerson sprzedał w latach 90., kiedy przenosił się z Anglii do Santa Monica w Kalifornii. Emerson sprzedał w połowie lat 90. syntezator GX-1 niemieckiemu kompozytorowi filmowemu Hansowi Zimmerowi.

### Syntezatory Korg
Pod koniec lat 70., Emerson zaczął używać Korg PS-3300 i PS-3100, które w tamtym czasie były na świecie jednymi z pierwszych w pełni polifonicznymi syntezatorami. Te instrumenty marki Korg pojawiły się na albumie Love Beach zespołu ELP, a Emerson korzystał z nich do lat 80., kiedy umieścił je na swoim pierwszym albumie solowym Honky i materiałach ze ścieżką dźwiękową. Na początku lat 80. został on endorserem reklamującym produkty PS-3300 i PS-3100.
Przed końcem pierwszej dekady XXI wieku, Emerson używał „mnóstwo sprzętu Korga”, m.in. syntezatory stacji roboczej Korg OASYS i Korg Triton Extreme. W jednej z recenzji wydawnictwa DVD z zapisem koncertu, jednorazowo reaktywowanego w 2010, zespołu ELP, napisano, że Korg OASYS „ukazał się jako preferowany instrument Emersona”, chociaż używał on na scenie także organy Hammond C-3 oraz Moog ze wstęgowym kontrolerem.

## Styl gry
Podczas gry Emerson sięgał niekiedy do wnętrza fortepianu by uderzać, szarpać i trącać ręką struny. Powiedział on, że jako keyboardzista nie cierpiał poglądu bycia „statycznym” i by tego uniknąć „chciał dostać się do fortepianu, ocierać struny i wciskać piłeczki pingpongowe do środka”. W utworze „Take a Pebble” (Emerson, Lake & Palmer) słychać trącanie przez Emersona strun fortepianu, tak jakby grał na autoharfie. W programie Beat-Club, emitowanym w 1968 w niemieckiej telewizji, podczas występu zespołu The Nice wykonującego na żywo „Hang on to a Dream”, Emerson sięgnął do środka fortepianu i szarpał struny.
Oprócz podobnych eksperymentów, Emerson zastosował także specyficzną stylizację muzyczną w swojej twórczości. Uważany jest za tego, który zintegrował różne rodzaje dźwięków, wykorzystując metody zarówno poziomego jak i pionowego kontrastu. Poziomy kontrast to użycie odmiennych stylów w motywach muzycznych, połączonych przez naprzemienność pomiędzy dwoma różnymi częściami (najczęściej wymiana klasycznych i nieklasycznych); taka technika słyszalna jest w wielu pracach muzyka, m.in. „Rondo”, „Tantalising Maggie” i „The Thoughts of Emerlist Davjack”. Kontrast pionowy to połączenie wielu stylów jednocześnie; często Emerson grał jedną ręką pewien styl, a drugą wprowadzał kontrast innym stylem. Taką strukturę słychać w dziełach takich, jak m.in. „Intermezzo from the Karelia Suite” oraz „Rondo”.

## Nagrody i wyróżnienia
W marcu 2010 Emerson otrzymał za osiągnięcia muzyczne coroczną nagrodę Frankfurt Music Prize, którą odebrał we Frankfurcie podczas targów Musikmesse. Mowę pochwalną dla Emersona wygłosił Greg Lake.
W 2014 Emerson został wprowadzony do Hammond Hall of Fame. Uroczystość wyróżnienia muzyków zorganizowano z okazji 80. rocznicy istnienia przedsiębiorstwa Hammond, a wśród pierwszych muzyków wprowadzonych do Hammond Hall of Fame znalazło się 26 osób (m.in. Billy Preston, Booker T. Jones, Thomas „Fats” Waller, Gregg Allman, Jimmy Smith, Jon Lord i Steve Winwood). Muzycy z listy prezentowali wiele różnych stylów muzycznych, którzy tworzyli muzykę począwszy od lat 1940.

## Śmierć
Jego ciało z raną postrzałową głowy odnalazła jego dziewczyna Mari Kawaguchi. Wszczęto śledztwo w sprawie samobójstwa. Zgodnie z własnym życzeniem został pochowany na cmentarzu w West Sussex.

## Dyskografia

### Solowa
- 1981: Honky (cyfrowo zremasterowany: 2013)[107][108]
- 1988: The Christmas Album[109]
- 1995: Changing States (lub Cream of Emerson Soup)[110]
- 2002: Emerson Plays Emerson[111]
- 2008: Keith Emerson Band featuring Marc Bonilla[67]
- 2012: The Three Fates Project (z Markiem Bonillą, Terje Mikkelsenem)[112]

### Albumy koncertowe
- 2009: Boys Club: Live From California (z Glennem Hughesem, Markiem Bonillą; nagrane w 1998 r.)[113]
- 2011: Moscow (jako Keith Emerson Band featuring Marc Bonilla; DVD wyd. w 2010 r.; nagrane w 2008 r.)[8][114]
- 2014: Live from Manticore Hall (z Gregiem Lakiem; nagrane w 2010 r.)[115]

### Ścieżki dźwiękowe
- 1980: Inferno (włoski horror Inferno)[116]
- 1981: Nighthawks (amerykański film Nocny jastrząb)[117]
- 1986: Best Revenge[118]
- 1984: Murder Rock[119]
- 1998: Harmagedon: genma taisen (wydane w Japonii; film animowany Harmagedon z 1983 r.)[120]
- 2001: Iron Man Vol 1 (serial animowany Iron Man: Obrońca dobra; nagrane w 1994 r.)[121]
- 2001: La Chiesa (różni artyści; horror włoski Kościół z 1989 r.)[122]
- 2004: Godzilla: Final Wars (japoński film Godzilla: Ostatnia wojna; pozostali muzycy: Akira Ifukube, Daisuke Yano, Nobuhiko Morino)[123]

### Kompilacje
- 1984: Chord Sampler[124]
- 1986: The Emerson Collection[125]
- 2005: At the Movies[126]
- 2005: Hammer It Out: The Anthology[127]
- 2006: Off the Shelf[128]

### Single
- 1976: „Honky Tonk Train Blues” (autor: Meade Lux Lewis[129]; strona B: „Barrelhouse Shake-Down”)[130]